# Порфирий Эфесский

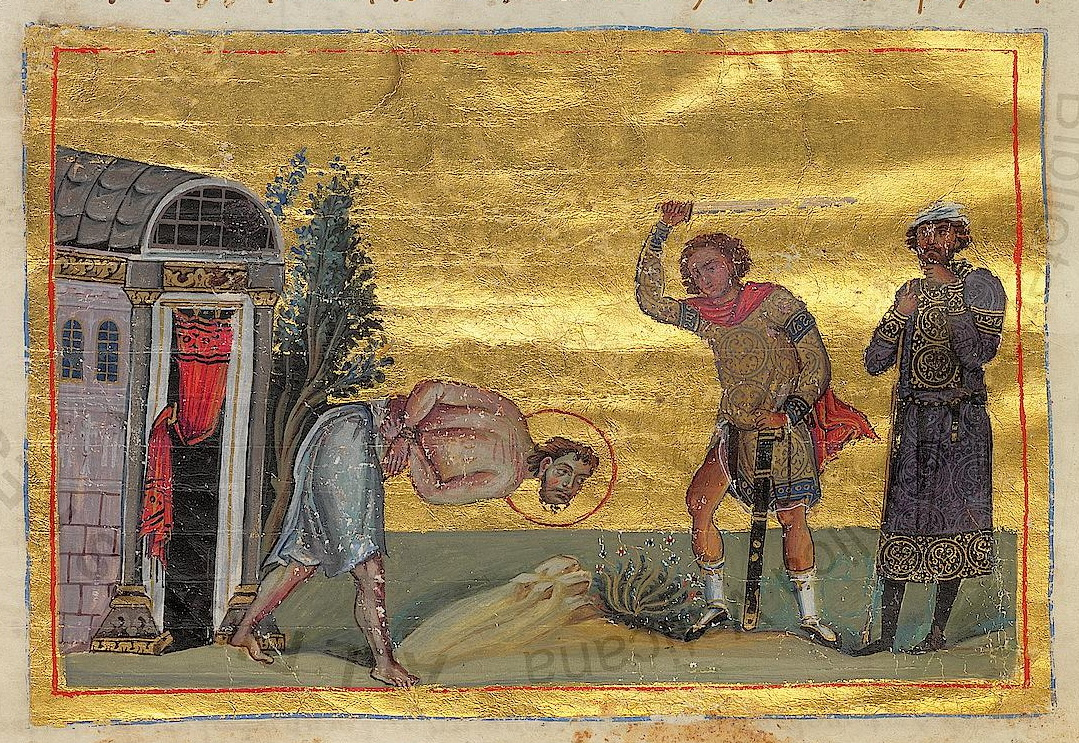

Порфи́рий Эфесский (греч. Πορφύριος; ум. 361) — раннехристианский мученик, лицедей. Почитается Православной (память 15 сентября по юлианскому календарю) и Католической (память 4 ноября) церквями.
Святой Порфирий жил во времена императора Юлиана Отступника. Он с малых лет был лицедеем в Эфесе. В театре ему часто приходилось участвовать в спектаклях, в которых с насмешкой изображались христианские ритуалы.
Есть два предания об обстоятельствах его крещения и мученичества. По одной версии у Порфирия была дочь, которую он потерял из-за внезапной смерти. Эта потеря поразила его в самое сердце. Он оставил лицедейство и в сокрушении стал скитаться. Утешение он нашёл в христианской вере, крестился и смело осудил язычество. Отказавшись поклониться идолам по приказу местного правителя, Порфирий был казнен.
По другому преданию, актёр Порфирий в день рождения императора Юлиана Отступника исполнял роль в театре, согласно которой он должен был глумиться над таинством святого Крещения. Но когда Порфирий по ходу пьесы погрузился в воду и произнес: «Крещается раб Божий Порфирий во имя Отца и Сына и Святого Духа», то под воздействием благодати Божией, воспринятой им при этих словах, выйдя из воды, он открыто исповедал себя христианином. Юлиан тут же приказал мучить его и после пыток казнить.